# Vin et religion

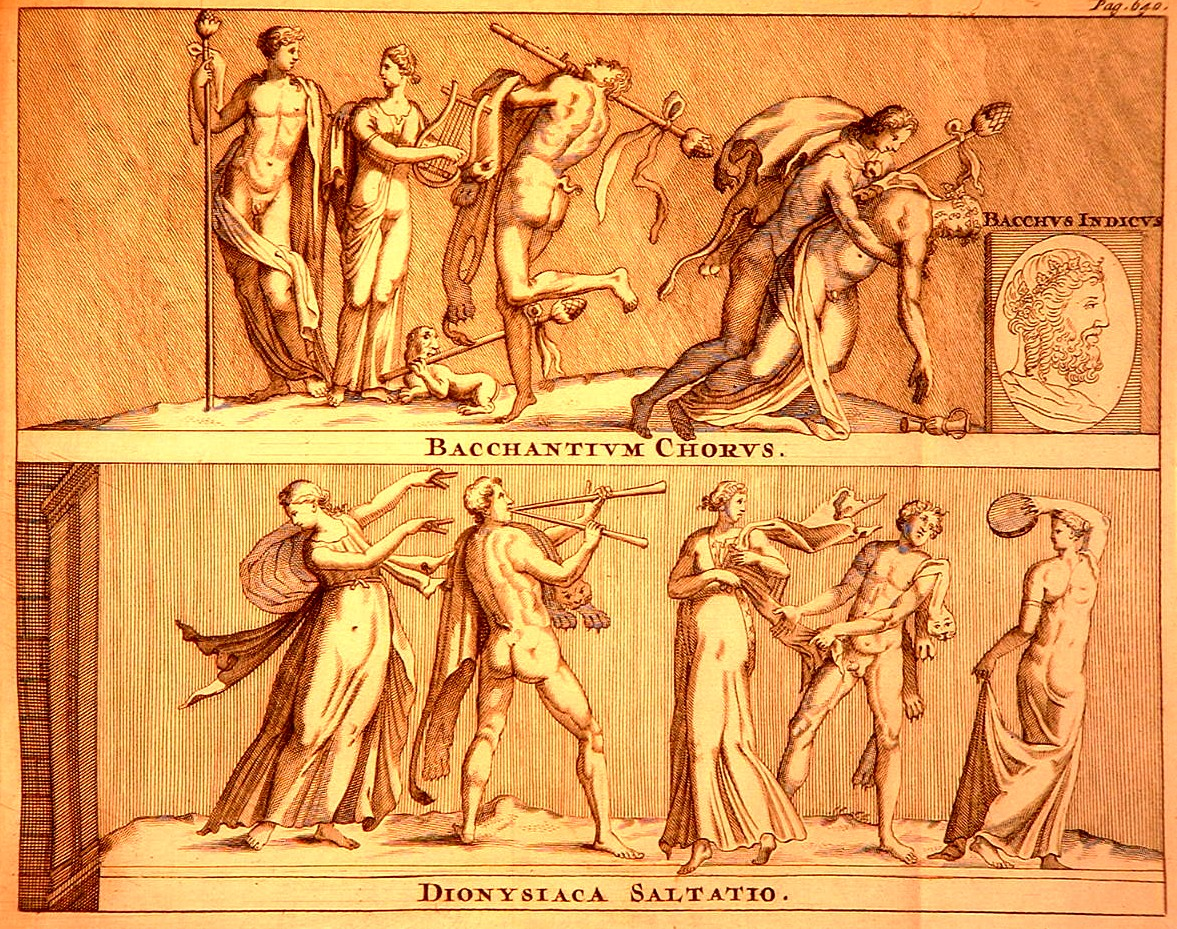
Bacchanales et danses dionysiaques

Le vin et la religion entretiennent depuis l'antiquité des rapports étroits. Il a été et reste un élément important des pratiques rituelles et sacrificielles. En Grèce antique, il est à la fois l'objet d'un culte et un symbole de la culture. Les Mystères célébrés en l'honneur de Dionysos donnent naissance au théâtre. Rome a des rapports plus conflictuels avec Bacchus, dieu du vin, et les bacchanales. Cette cérémonie religieuse, qui tournait à l'orgie, est un temps interdite. Mais la sacralisation du vin, sang de Dieu, n'intervient qu'à travers le christianisme. Ce qui n'a point été le cas dans la religion juive où il est objet de sacrifice et de bénédiction, ni chez les musulmans, où il est à la fois objet de répulsion et la récompense suprême au paradis.

## Dieux grecs antiques
Le vin, breuvage d'exception, a suscité toute une symbolique. Elle est liée à la vigne qui, après avoir donné une abondante vendange, gage de félicité, semble mourir en hiver pour renaître au printemps. Symbole de résurrection et de vie éternelle, le vin qu'elle produit peut être à la fois bienfaisant bu à faible dose et devenir redoutable bu avec excès. Les dieux ou déesses Soma (védique), Spendaramet (arménien), Sabazios (thrace et phrygien), Moloch (syrien), Ammon (libyen), Oratal (arabe), ainsi que Shiva aux Indes, Osiris en Égypte, Gilgamesh à Babylone, Dionysos en Grèce, Fufluns, chez les Étrusques Liber Pater en Italie, Sucellus (latinisé en Silvanus) en Gaule — que les Romains remplacèrent par Bacchus — sont les témoins de cette résurrection et la quête de l'éternité que seule pouvait satisfaire l'ivresse divine.

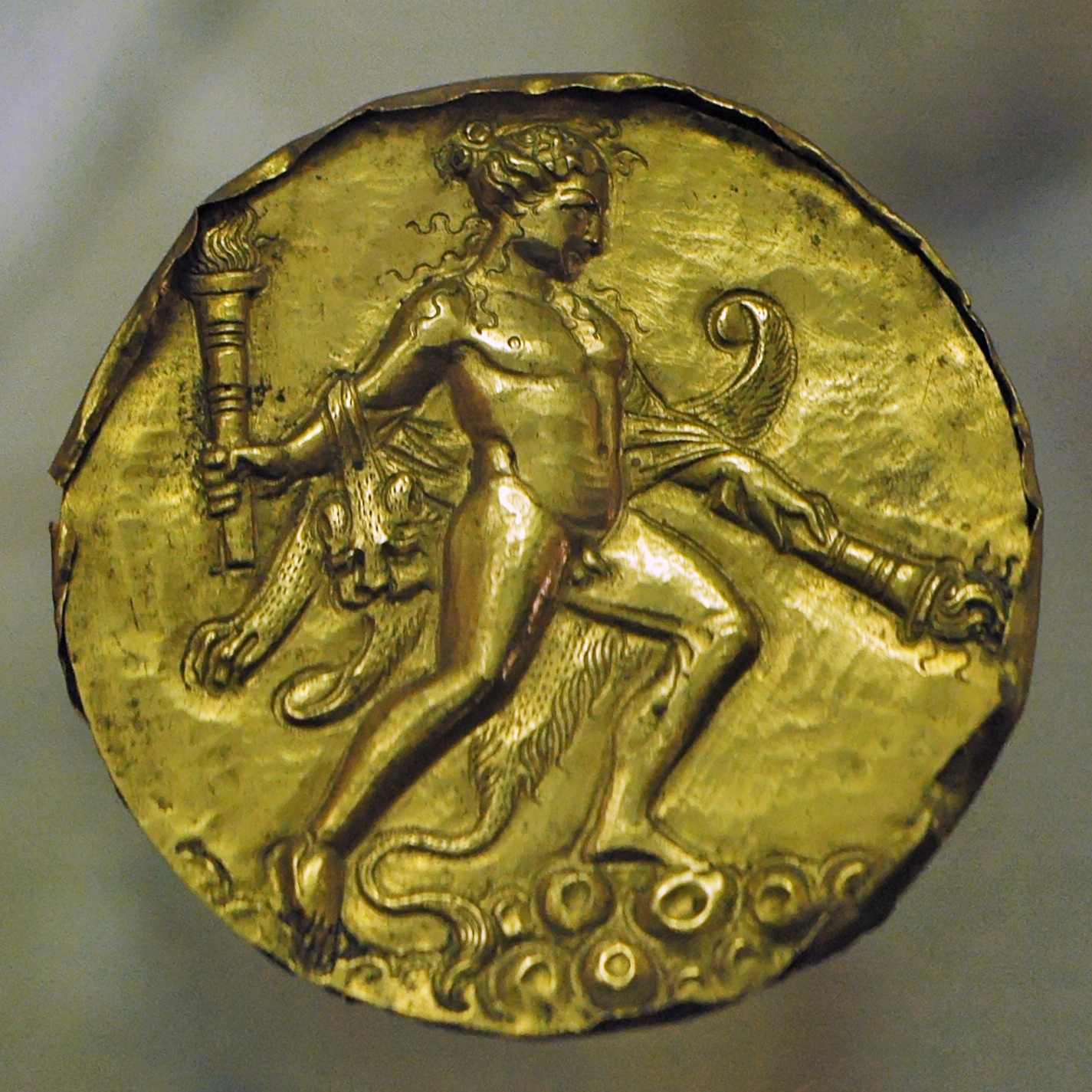
Dionysos sur une phalère d'or
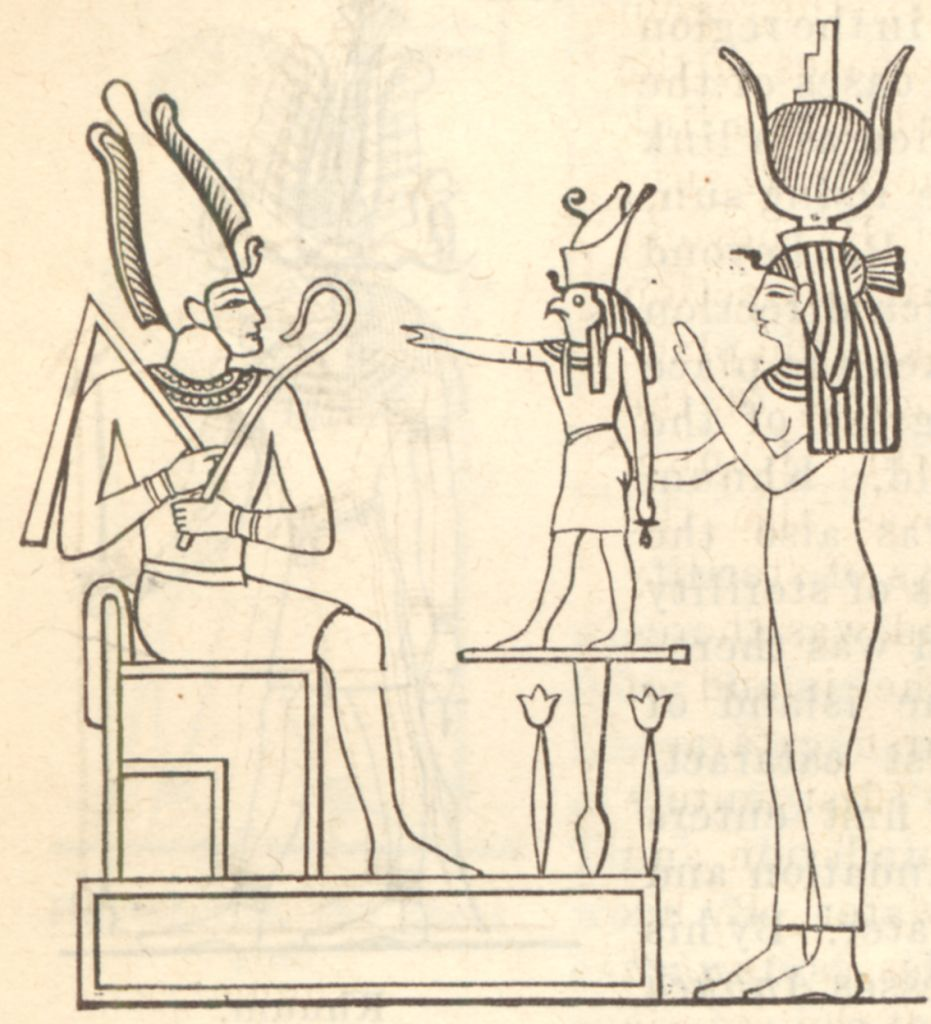
Osiris, dieu du vin et de la fertilité en compagnie de sa sœur-épouse Isis et de Horus.
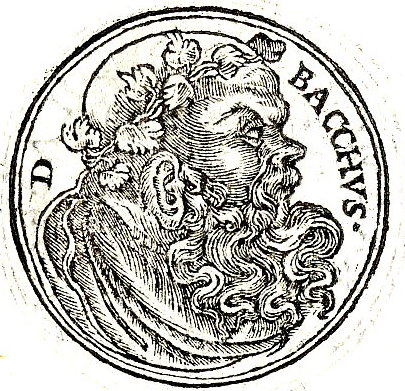
Bacchus sous l'aspect de Liber Pater (1553).
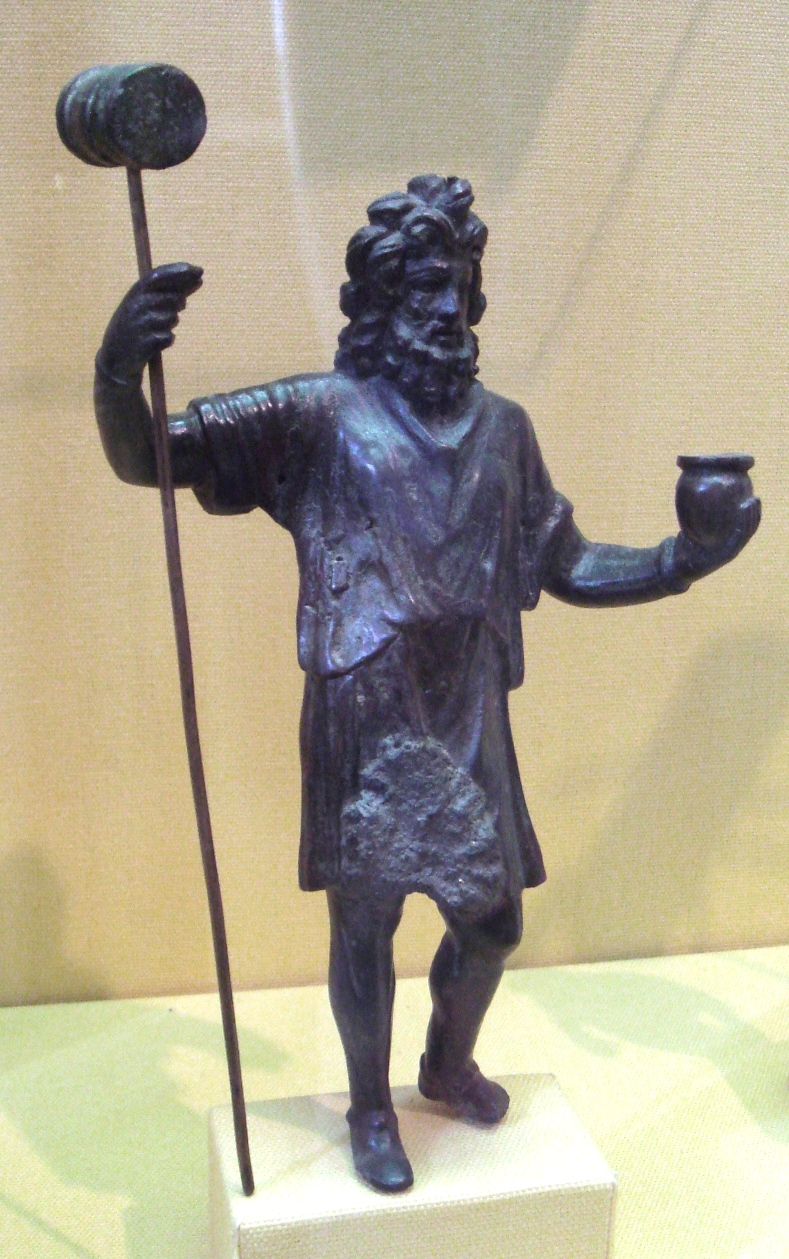
Sucellus, avec son maillet, symbole de mort et de résurrection, offrant la coupe à boire.

### Dionysies

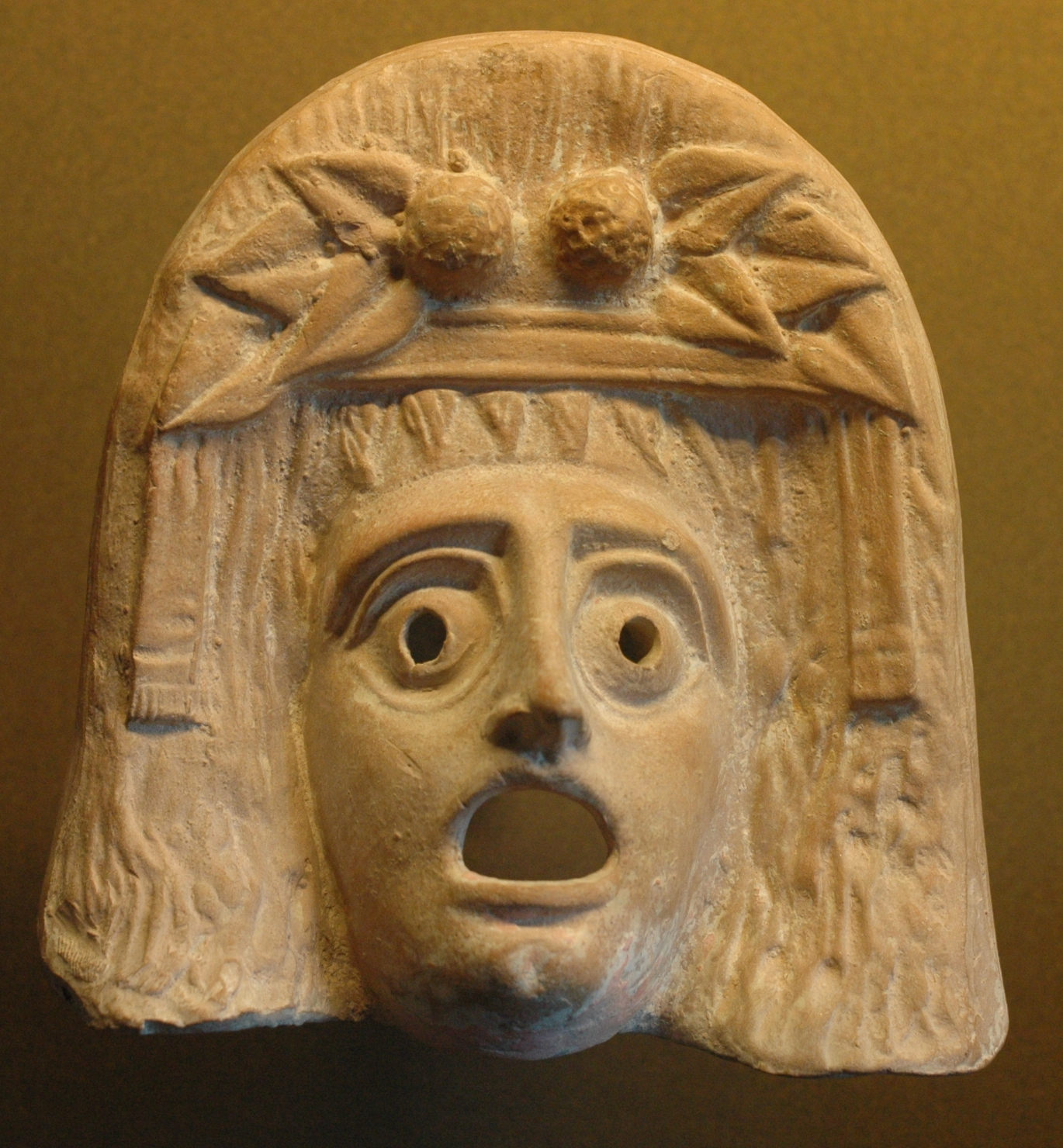
Masque théâtral de Dionysos

À l'occasion des fêtes de Dionysos ou dionysies, notamment des Grandes Dionysies célébrées annuellement au début du printemps (mais aussi des Lénéennes de décembre, les premières tragédies furent jouées à Athènes). Elles s'inscrivent dans ce culte à travers des concours. Le premier concours tragique des Dionysies se situe vers 534, sous Pisistrate, et la première tragédie conservée (Les Perses d'Eschyle) date de 472. Si d’un côté le culte de Dionysos est pratiqué déjà depuis des siècles, de l'autre on voit la nécessité de créer un évènement extraordinaire avec une participation collective, afin de véhiculer et d’intégrer les citoyens au nouveau système représenté par la tyrannie. Durant les Dionysies toutes activités de la ville s'arrêtent, et les citoyens sont tous invités à collaborer à l'évènement. Telle est la nécessité de cohésion sociale ; les procédures légales sont interrompues pendant que les prisonniers sont temporairement libérés pour participer aux fêtes[réf. souhaitée].
Cette origine religieuse laisse des traces, comme le nom même du théâtre d'Athènes, dédié à Dionysos, ou encore le mot tragédie, qui semble refléter une signification religieuse. On fait habituellement dériver le grec ancien τραγῳδία / tragoidía de τράγος / trágos, « le bouc », et de ᾄδω / áidô, « chanter ». Le mot signifierait donc « chant du bouc ». Le terme tragédie pourrait donc désigner une forme de dithyrambe joué par des acteurs déguisés en satyres et vêtus de peaux de boucs, hypothèse reprise par Aristote. D'autres hypothèses, elles-mêmes défendues par certains auteurs antiques, voient en cette évocation du bouc la récompense offerte au gagnant du concours, ou la victime d'un sacrifice effectué à cette occasion.

### Bacchanales

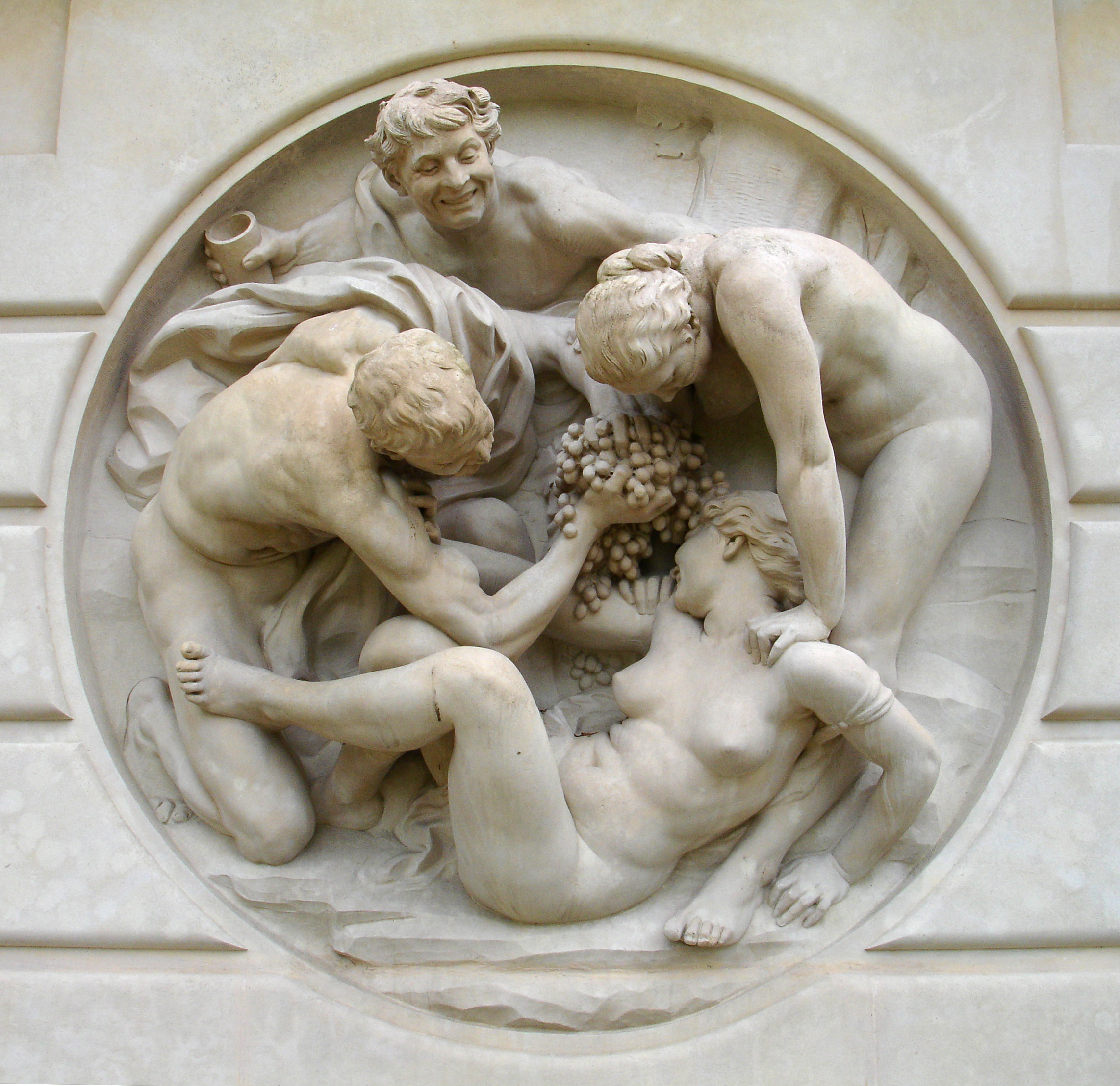
Bacchanales

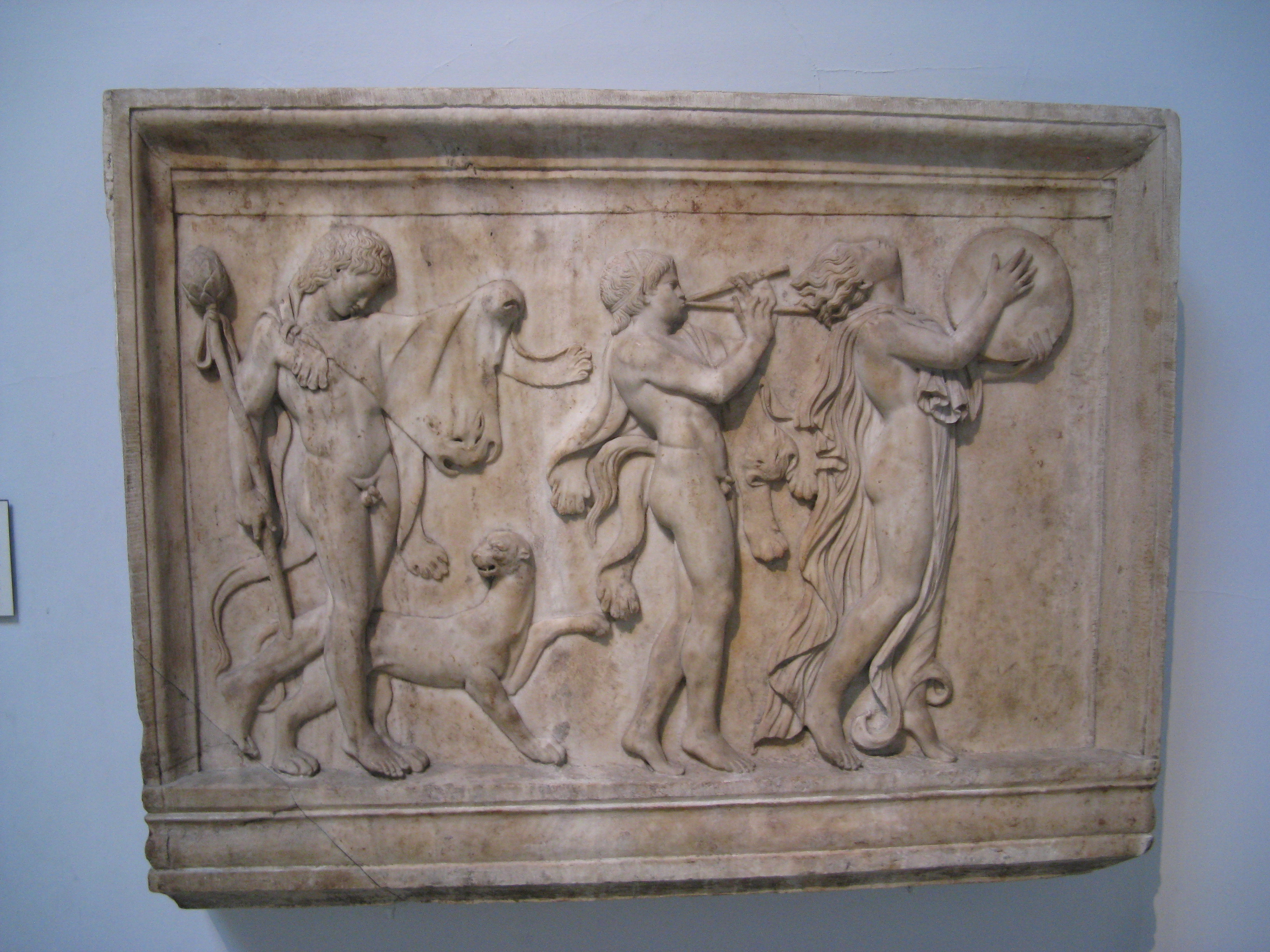
Procession bachique

Les bacchanales sont des fêtes religieuses, liées aux mystères dionysiaques, elles se tiennent en l'honneur de Dionysos-Bacchus, dieu du vin, de l'ivresse et des débordements, notamment sexuels. Inspirées des anciennes fêtes dionysiaques grecques, les cérémonies des bacchanales furent introduites en Italie vers -300, mêlées à d'autres coutumes notamment étrusques. À l'origine ces fêtes sont célébrées en secret parmi les femmes, les 16 et 17 mars. Ces fêtes ont lieu ensuite trois fois par an sous le contrôle de matrones respectables. Elles deviennent publiques et sont célébrées dans toute la Grande-Grèce, en Égypte et principalement à Rome. Elles durent environ 3 à 5 jours en fonction de la région, étant avant tout axées sur des représentations théâtrales faisant office de cérémonie religieuse. Elles servent bientôt de prétexte aux désordres les plus extravagants car elles évoluent en fêtes orgiaques nocturnes de plus en plus fréquentes (jusqu'à 5 fois par mois ?) qui ont souvent mauvaise réputation, du fait de l'ivresse publique et des licences sexuelles qu'elles provoquent.
Les Romains se méfient de ce culte orgiastique semant le désordre. Rome vit toujours dans les cultes à mystères, exigeant le secret de la part des participants, un risque pour l'État. Les hommes y feignent des fureurs sacrées, les femmes déguisées en bacchantes courent au Tibre avec des torches. La secte des initiés est bientôt si nombreuse qu'elle forme presque un peuple (jam prope populum dit Tite-Live). Elle compte parmi ses membres des hommes et des femmes de haut rang. On décide de ne plus admettre aux cérémonies que des jeunes gens âgés de moins de vingt ans, instruments plus dociles lors des orgies initiatiques. Mais le « scandale des Bacchanales » (en 186 av. J.-C.) conduit à une répression du culte. On évalue à 7 000 le nombre des conjurés qui sont incarcérés, jugés, bannis ou condamnés à mort. Un sénatus-consulte, Senatus Consultum de Bacchanalibus, interdit ce culte durant près d'un siècle et demi. Il est à nouveau autorisé par César.

### Libation

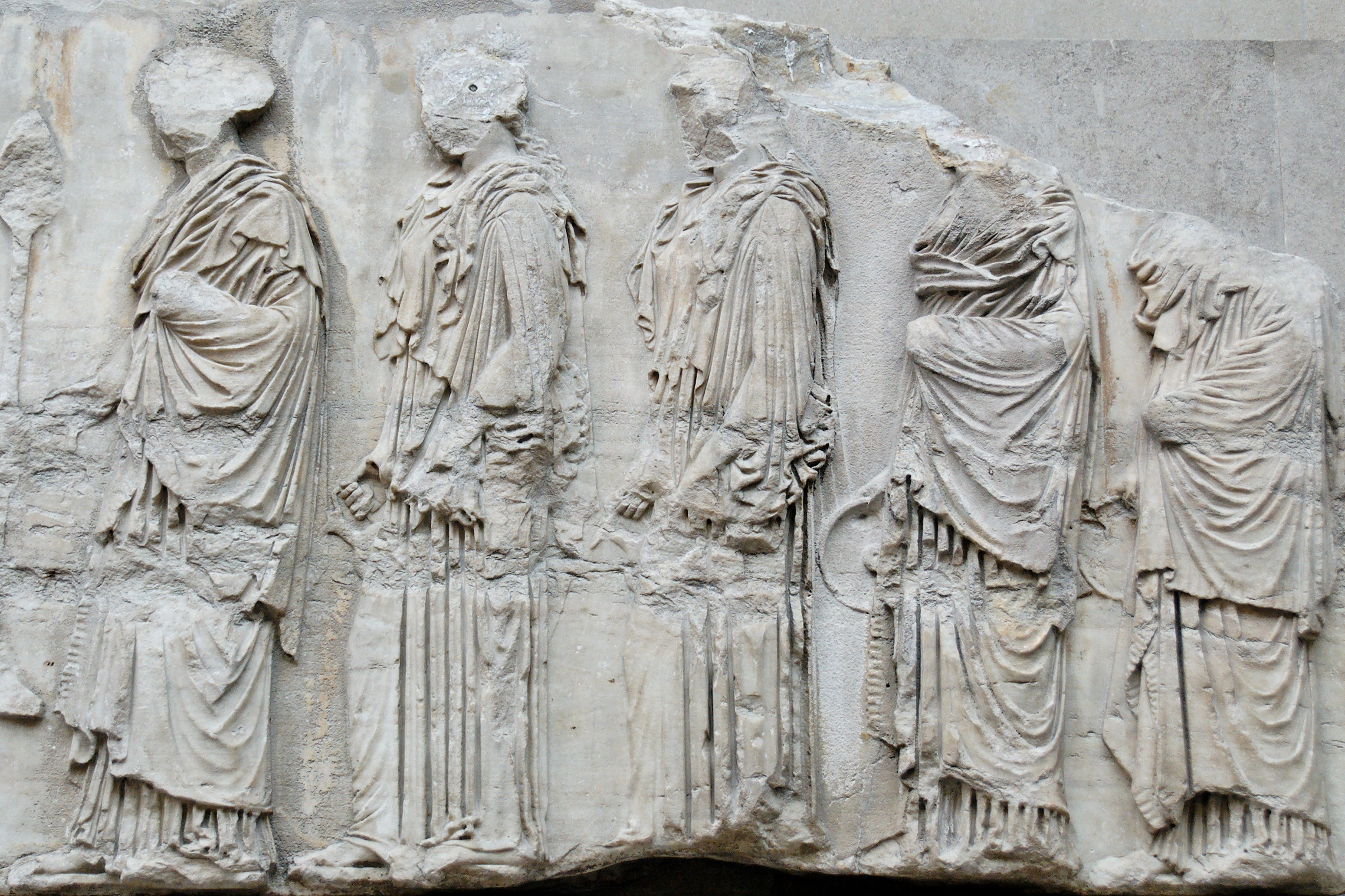
Jeunes filles marchant en file ; la première à gauche porte un thymiaterion (brûleur d'encens), les autres des œnochoés (pichets) et des phiales (bols) pour les libations. Plaque VIII (fig. 57-61) de la frise Sud du Parthénon, vers 447-433 av. notre ère

Une libation est un rituel religieux consistant en la présentation d'une boisson en offrande à un dieu, en renversant quelques gouttes sur le sol ou sur un autel. C'est une forme de sacrifice. Il est très pratiqué dans toutes les religions de l'Antiquité, notamment le judaïsme.
« Et Jacob dressa un monument dans le lieu où Dieu lui avait parlé, un monument de pierres, sur lequel il fit une libation et versa de l'huile ». Dans sa Lettre aux Romains, Ignace d'Antioche compare le martyre des chrétiens à une libation.
Un holocauste est toujours accompagné d'une libation de vin. Les liquides offerts en libations sont variés, c'était le plus souvent du vin, mais possiblement du lait ou de l'huile d'olive. Les textes grecs anciens font souvent mention de libation (spondè) accompagnée d'une prière ou d'un vœu; C'est ainsi qu'Électre supplie les dieux de venger le meurtre de son père dans Les Choéphores d'Eschyle : « Voici les vœux sur lesquels je verse ici mes libations ».
Cette pratique a longtemps subsisté. Elle est encore pratiquée dans les Balkans, à la fin de la Première Guerre mondiale : « À chaque enterrement, un pope tient un petit vase, une tasse le plus souvent de vin rouge et en répand le contenu sur la tombe. C'est sans aucun doute la libation antique. Après cette effusion, le pope laisse brusquement tomber le vase qui se brise contre la pioche ou la pelle qu'il tient en main et le tout est enfoui avec la dépouille mortelle ».

## Religions abrahamiques
Dans les religions abrahamiques, ce sont l'Ancien Testament pour les juifs et le Nouveau Testament pour les chrétiens (la réunion de ces textes vétérotestamentaires et néotestamentaires étant connue sous le nom de Bible), le Coran pour les musulmans, et les apocryphes bibliques.

### Judaïsme

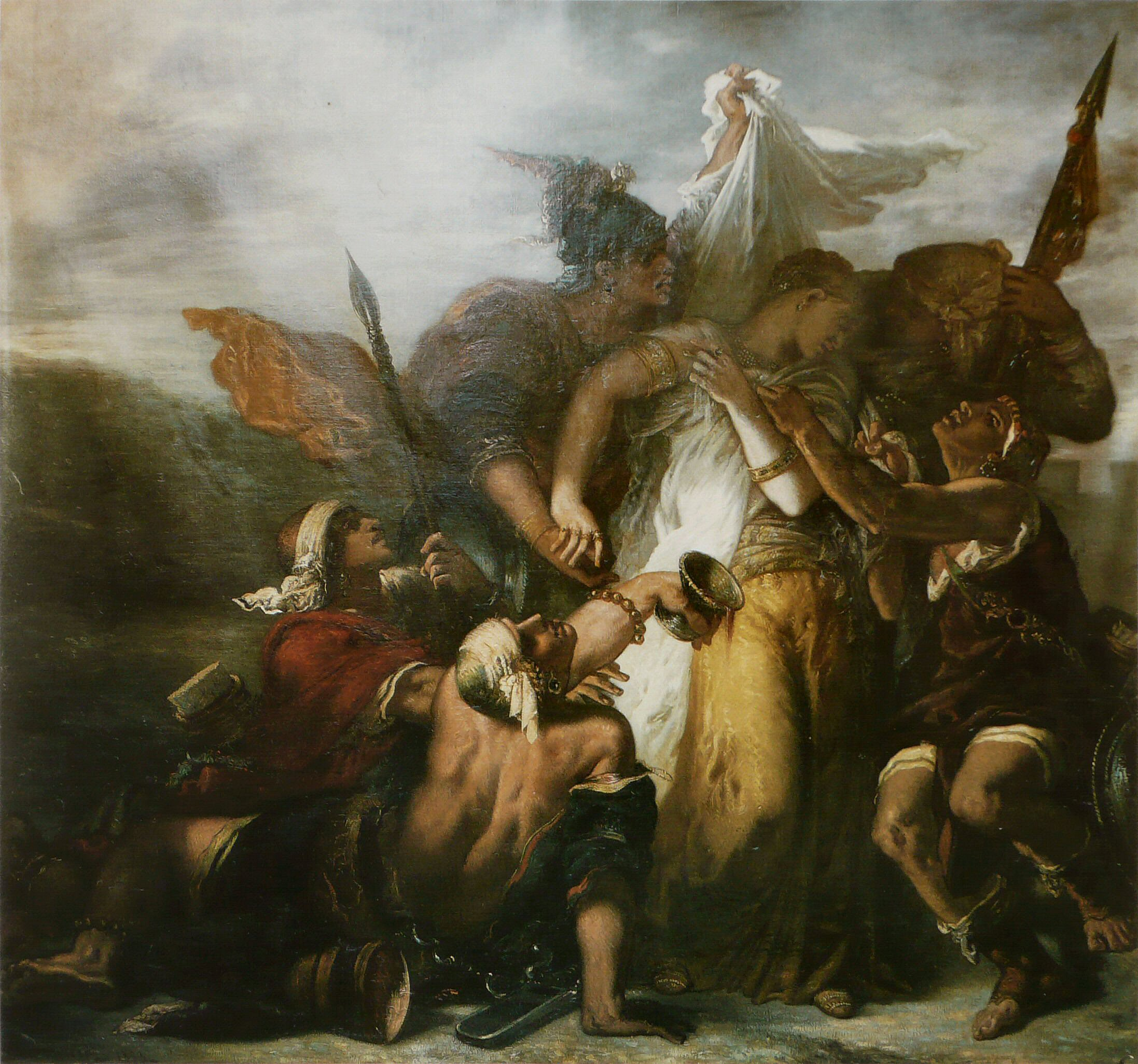
Gustave Moreau, Le Cantique des cantiques, 1853, Dijon, Musée des beaux-arts.

Dans la Bible, le vin et la vigne sont cités 443 fois. Ces références vont, dans l'Ancien Testament, de la grappe gigantesque rapportée du pays de Canaan à la consécration du pain et du vin par le Christ au cours de la Cène et, dans le Nouveau Testament, de la transformation de l'eau en vin lors des Noces de Cana à l'ivresse érotique et brûlante du Cantique des cantiques. 
Si, dès la Genèse (XLI, 11), le vin est salué comme « le sang de la vigne », il n'en reste pas moins un breuvage redoutable. Le Livre des Proverbes est là pour rappeler : « Le vin bu modérément est la joie du cœur et de l'âme », « Le vin bu jusqu'à l'ivresse découvre le cœur des superbes », « Le vin bu avec sobriété est une seconde vie », « Le vin bu avec excès est l'amertume de l'âme ». Car personne ne peut oublier que Loth, ivre, commit l'inceste avec ses filles et que l'ivresse de Noé lui fit découvrir sa nudité devant ses fils.

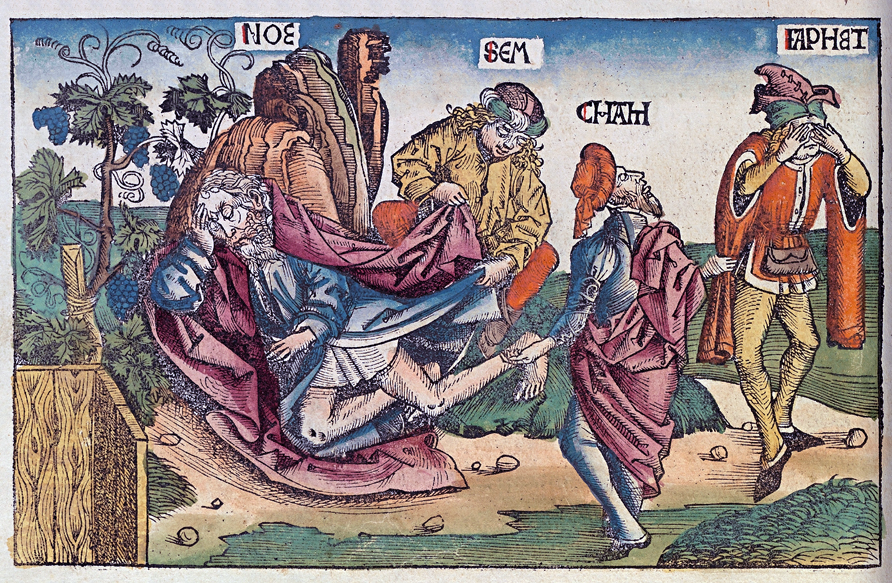
L'ivresse de Noé
Chroniques de Nuremberg.

Quelques textes apocryphes expliquent que la chute du patriarche a été due à l'intervention de Lucifer, l'ange déchu. Fort naïvement, Noé aurait accepté l'aide du diable pour planter sa vigne après le Déluge. Celui-ci, selon la tradition, commence par faire un sacrifice en immolant un mouton, un lion, un singe et un cochon.
Tout se gâte quand il en asperge le plantier. Face à la surprise du patriarche, Satan explique alors : « Au premier verre de vin, l'homme deviendra doux et humble comme un mouton, au second, il se sentira fort comme un lion et ne cessera de s'en vanter, au troisième il imitera le singe, dansant tout en disant des sottises, au quatrième, il se vautrera tel un cochon dans la fange et les immondices ».
Pour les chrétiens, il faut la venue du Christ pour effacer la soûlerie du premier patriarche de l'humanité. Jésus de Nazareth se présente en disant à ses disciples : « Je suis la vraie vigne et mon Père est le vigneron » et il poursuivit « Je suis la vigne et vous êtes les sarments » (Jean, XV, 1-5).

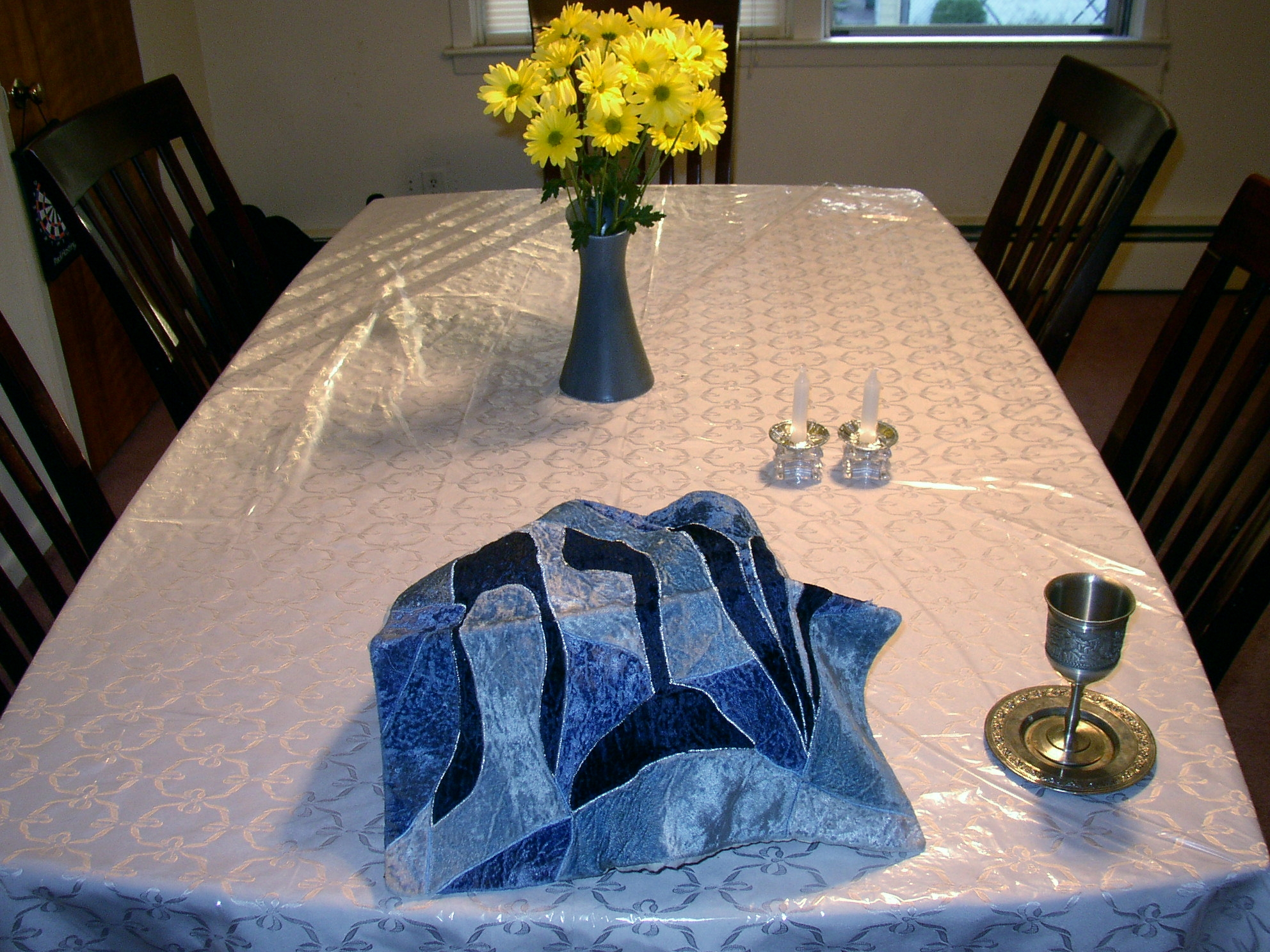
Une coupe de Kiddouch sur la table de Chabbat.

Le vin joue un grand rôle dans la halakha, les lois et les traditions juives. Le Kiddouch est une bénédiction récitée sur le vin à sanctifier pour le Shabbat ou au cours d'une fête juive comme la Pâque. Durant le séder, c'est une obligation pour les hommes et les femmes de boire quatre coupes de vin. Dans le Tabernacle et dans le Temple de Jérusalem, la libation de vin participait à la fonction sacrificielle. Les vins qui sont alors utilisés, sont cités dans l'Ancien Testament. Il s'agit de ceux du Liban (Livre d'Osée) et des vins de Chelbom et de Dam, qui sont vendus aux foires de Tyr.
Pour les Hébreux le vin est resté une boisson naturelle et quotidienne. Une bénédiction spécifique au vin est prononcée avant d'en boire : Baruch atah Hashem (Adonai) elokeinu melech ha-olam, boray p’ri hagafen, « Loué soit le Seigneur, notre Dieu, Roi de l'univers, créateur du fruit du raisin ». Le fruit de la vigne étant le raisin, et le fruit du raisin étant le vin. Les textes sacrés, depuis Moïse, y font de telles allusions que ne pas boire de vin provoquait stupeur et indignation ; un abstème pouvait être soupçonné d'être sous l'emprise du démon.
Seule la tribu nomade judaïsée des Rechabites, refusant la culture de la vigne, jette l'interdit sur le vin : « Vous ne boirez point de vin, vous ne planterez point de vignes et n'en possèderez point » (Jérémie, XXXV, 6-7). Le parallèle est net avec les tribus païennes ou judaïsées autour de La Mecque du temps de Mahomet.
Quand la diaspora se dispersa en Europe, la grande opposition avec les chrétiens est la façon de vinifier. Le conflit est récurrent pendant presque un millénaire. Témoin, cette criée faite à Carpentras, le 25 mai 1444 : « Qu'aucune personne chrétienne n'ose aller boire dans les tavernes des juifs, ni leur acheter du vin, attendu que les juifs ne boivent pas le vin des chrétiens et que les chrétiens ne doivent pas boire le vin des juifs »,.

### Christianisme

#### La vigne et le vin dans les Évangiles
Si le rôle des dieux de l'Antiquité a été d'apporter le vin aux hommes, l'apparition du christianisme va modifier le rôle du vin qui dès lors devient le sang du Christ.
Les noces de Cana sont un récit tiré du Nouveau Testament. Le miracle du changement de l'eau en vin est présenté comme le premier de Jésus.

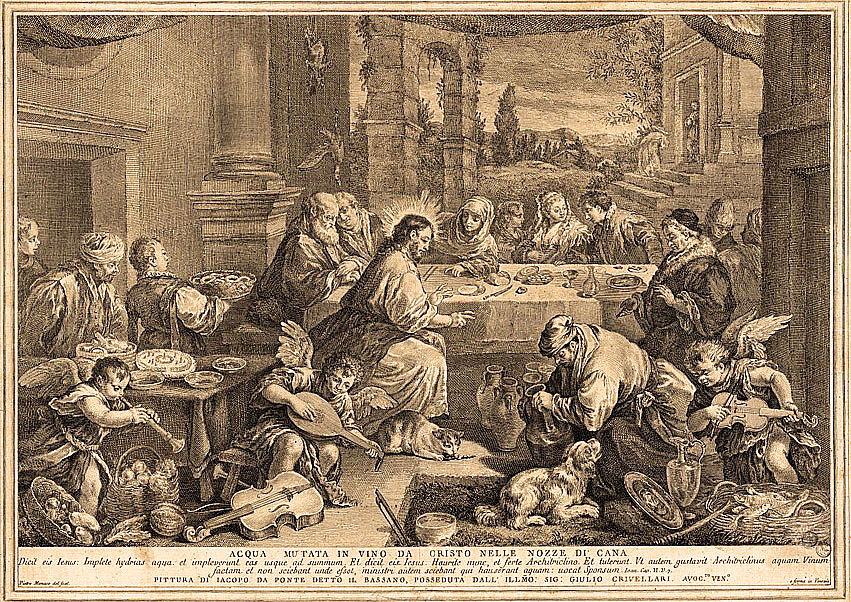
Les noces de Cana par Pietro Monaco

Les Évangiles synoptiques comportent eux aussi des références à la vigne et au vin. Ainsi, chez Matthieu, la Parabole des vignerons infidèles a recours à la symbolique de la culture de la vigne pour stigmatiser l'égarement du Peuple d'Israël qui, comme il n'a pas su reconnaître les prophètes qui l'ont précédé, ne reconnaîtra pas le Christ.

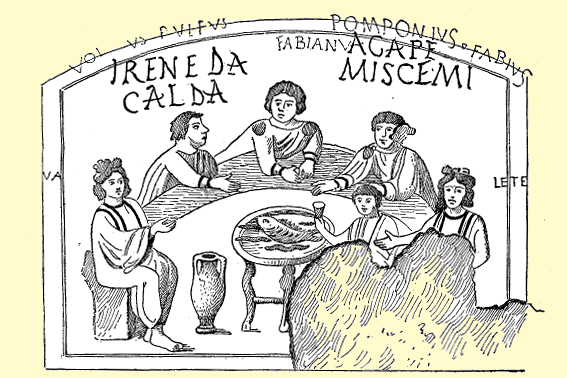
Représentation dans les catacombes de Rome d'une première messe

C'est cependant dans Cène que la symbolique du vin atteint, dans les Évangiles son paroxysme, pour être assimilé au sang du Christ. La messe et la communion, pour tous les chrétiens, sont le rappel de la Cène où Jésus de Nazareth consacra le pain et le vin.

#### Le patronage des saints
C'est un long cheminement pour substituer aux antiques divinités les saints protecteurs de la vigne. Daniel Rops, rappelle dans son ouvrage Histoire de l'Église, que des messes à Bacchus sont célébrées en 1348 pour tenter d'éradiquer la peste noire.

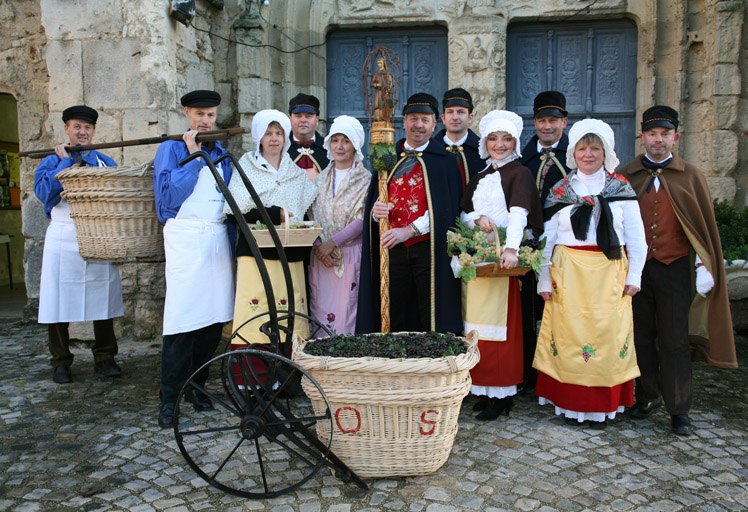
Fête de la Saint-Vincent à Trélou-sur-Marne en Champagne
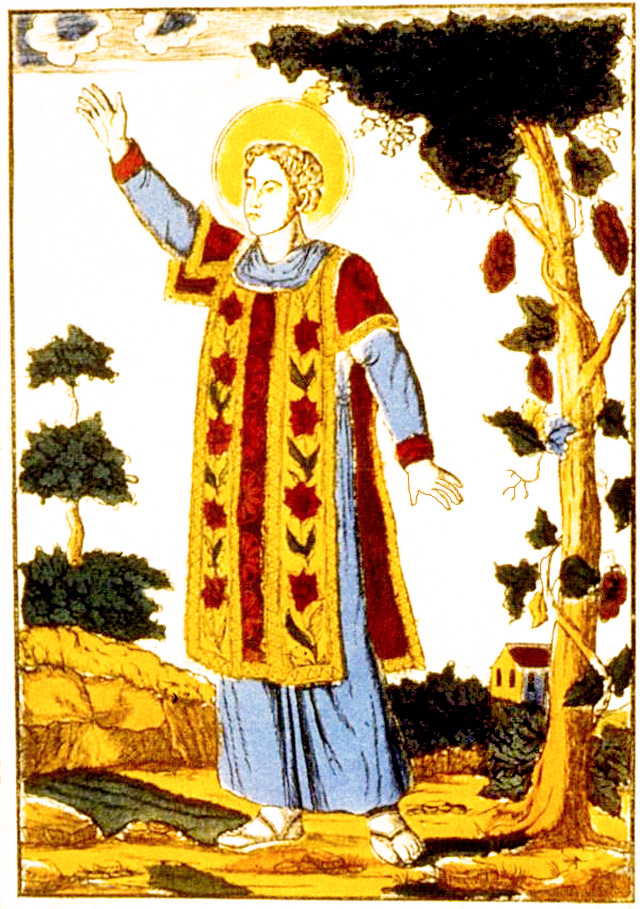
Saint-Vincent, patron des vignerons
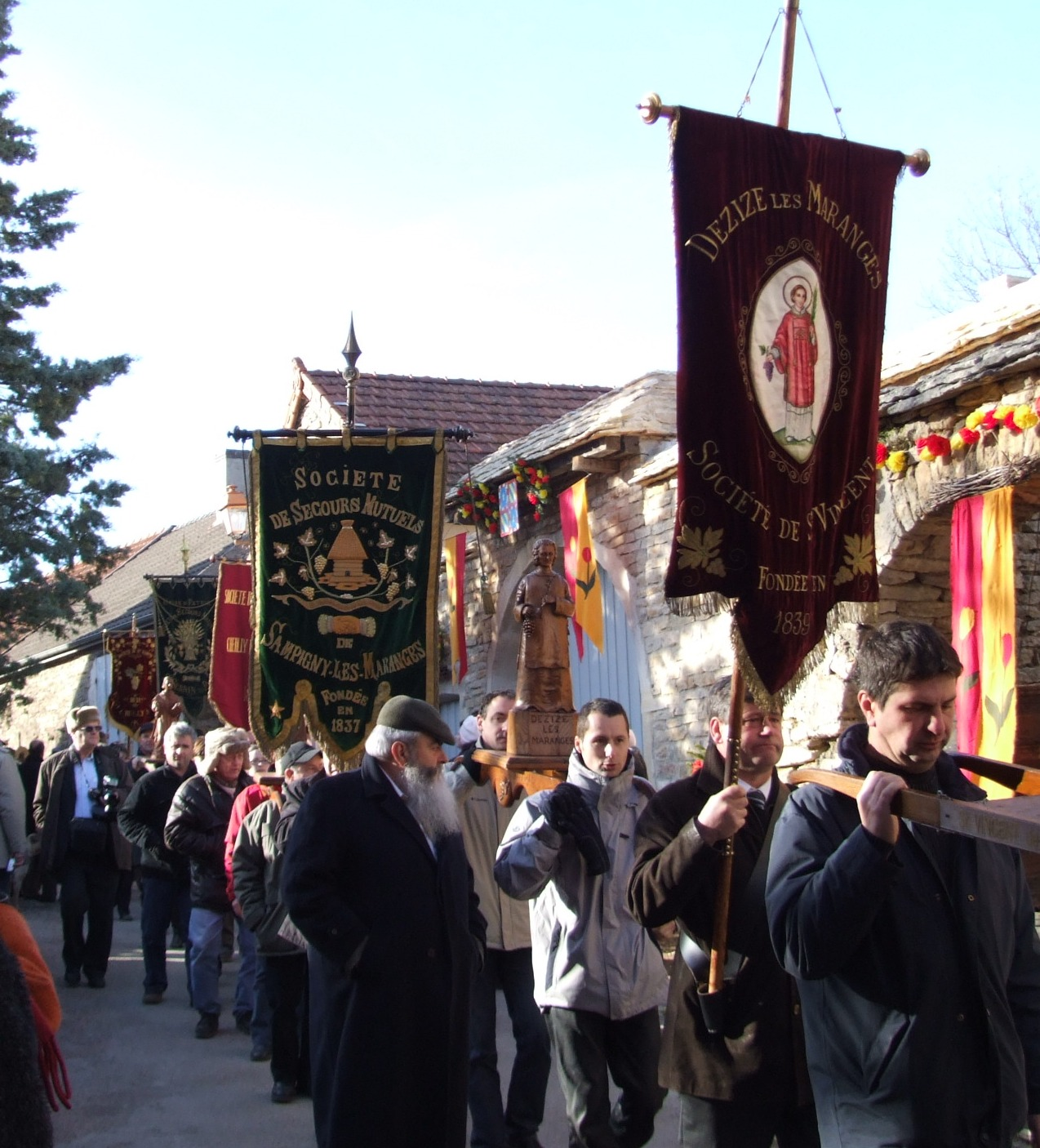
Fête de la Saint-Vincent tournante à Saint-Romain en Bourgogne

Ce n'est qu'à partir du XIIIe siècle que saint Vincent s'imposa comme protecteur de la vigne et du vin. Et encore pas partout puisqu'il lui est préféré saint Marc dans le Comtat Venaissin, et une partie de la Provence et du Languedoc, tandis que les vignobles de Franche-Comté sont placés sous la protection de saint Vernier, appelé saint Verny en Auvergne. Quant à saint Morand, il joue ce rôle en Bourgogne, en Champagne, en Lorraine, en Alsace, en Rhénanie et en Franconie.
Ces quatre grands saints protecteurs ne sont pas les seuls à intervenir afin d'obtenir du bon vin. Quelques cités vigneronnes ont leurs saints propres. C'est le cas de Langres avec saint Urbain, de Trèves, Tongres et Cologne avec saint Materne, d'Altkirch avec saint Kilian et d'Obernai avec sainte Odile. Puis, tout au long de l'année, une kyrielle de petits saints ont pour mission d'œuvrer à la protection de la vigne. Ceux d'hiver sont invoqués contre le gel, leurs confrères du printemps pour protéger les bourgeons de la froidure et de la pluie durant la floraison, ceux d'été sont chargés de faire fuir les orages et de hâter la véraison, en automne, ils doivent garantir des vendanges ensoleillées, gages de bonnes cuvées.
Le saint qui n'a pas rempli sa mission est tancé et puni. Si l'on estime que par sa faute le vin est de pauvre qualité, sa statue pouvait être portée en procession et noyée dans une fontaine. Pour un vin médiocre, sa statue était mise au piquet dans l'église et il passait un an visage face au mur.

#### Les Églises et la diffusion de la culture de la vigne

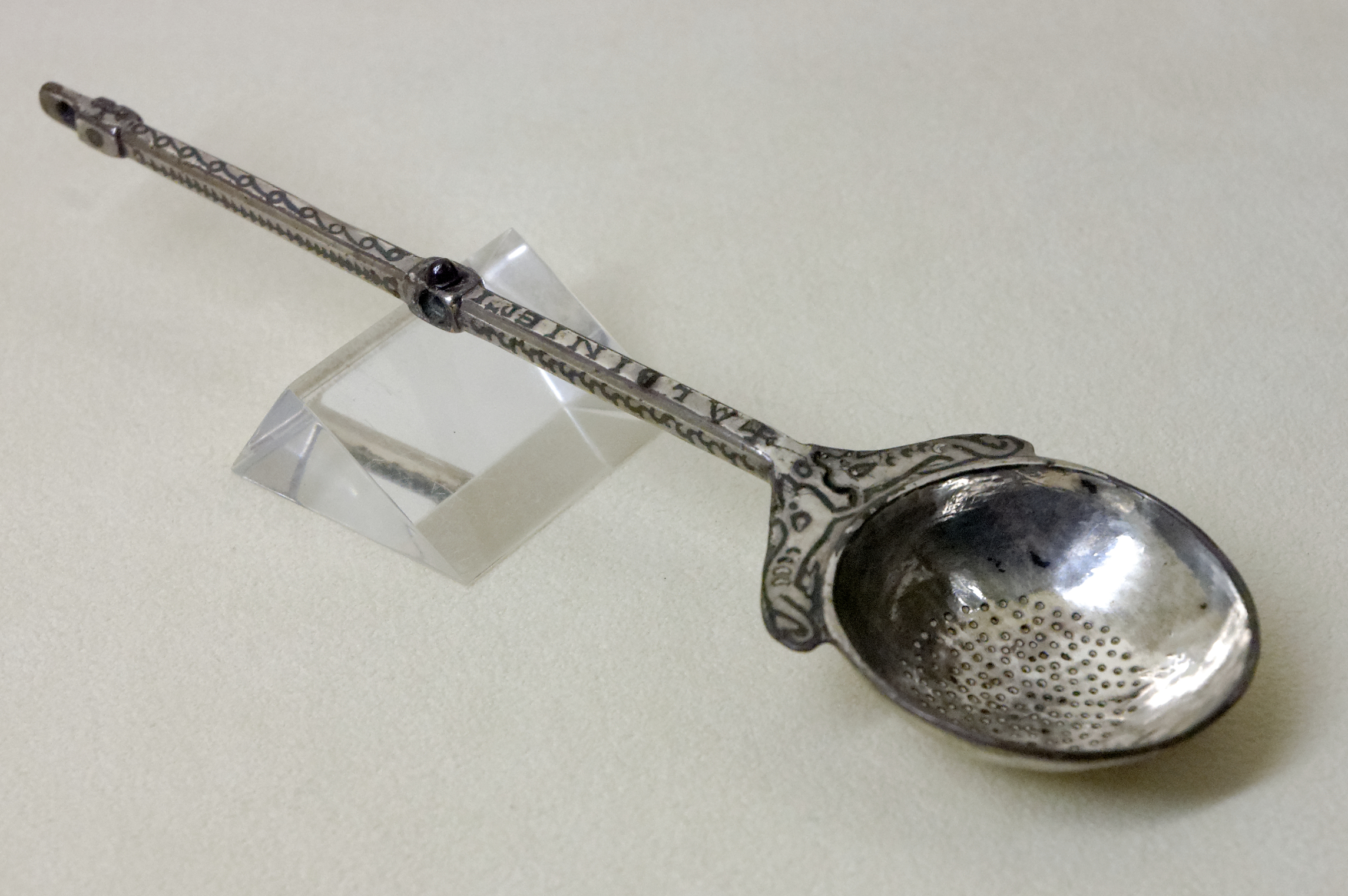
Passoire liturgique destinée à filtrer le vin, gravée au nom d'Albinus, peut-être Aubin, évêque d'Auvergne de 529 à 550 environ. VIe siècle.

La culture de la vigne a suivi les chemins de l'évangélisation. Car le vin est indispensable lors de la communion qui se fait sous les deux espèces jusqu'au XIIIe siècle. De plus, il se doit d'être à la table des prélats et à celles des abbayes. C'est en fonction de ces impératifs que la vigne, dès le haut Moyen Âge, est toujours associée à un siège épiscopal et dépendit soit du palais épiscopal, soit du chapitre canonial. De ce fait, l'extension du vignoble européen atteint ses limites au XIIIe siècle en remontant au-delà du 57e degré de latitude Nord lors de la création des évêchés les plus septentrionaux en Poméranie et en Courlande.

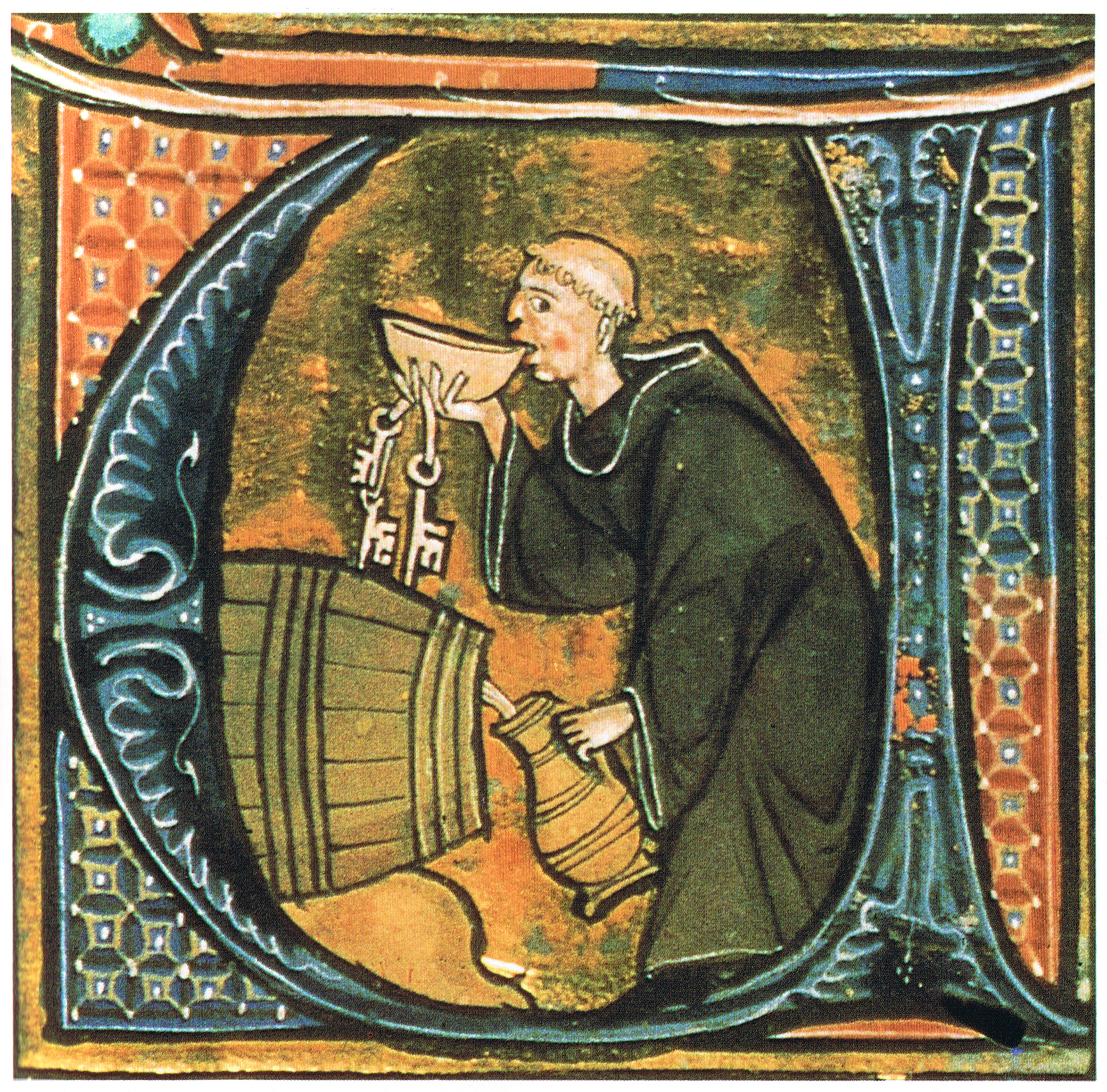
Moine cellérier.

Pour des raisons identiques, les abbayes font de même. En plus, les besoins monastiques s'ajoutent à ceux de l'hostellerie. Jusqu'au XIIe siècle, les bénédictins n'hésitent pas à planter de la vigne en Flandre, Normandie, Bretagne et Grande-Bretagne.
Avec cette pratique, la maturité du raisin n'est obtenue qu'une année sur cinq. Et d'une façon générale, ces vins sont si acides qu'ils sont passibles du dicton : « Pour le boire, il faut être quatre et un mur, un qui verse, un qui boit, deux qui tiennent le buveur et le mur pour l'empêcher de reculer ».
La notion de terroir, et ses liens avec l'environnement, ne parait s'affirmer qu'au cours du XIVe siècle grâce à la papauté d'Avignon. Pour Clément VI, qui vécut toujours comme un prince, les cisterciens divisent le Clos de Vougeot en trois « climats ». Le mieux exposé, sur la pente de la colline, est réservé à la « cuvée du pape », celui du milieu fournit la « cuvée du roi », tandis que le plus bas donne la « cuvée des moines ».

### Islam

#### Coran

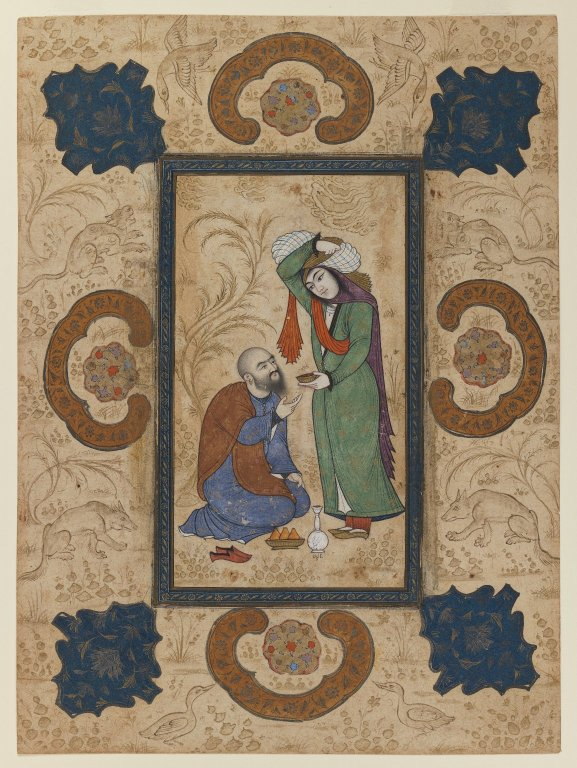
Jeune femme offrant du vin à un sage, dynastie des Séfévides, en Iran, vers 1650

Le Coran est le reflet de la prédication du mecquois Mahomet, étalée sur une vingtaine d'années, qui aurait été choisi par Dieu afin de faire connaître le monothéisme. Dans le Coran, plusieurs sourates font mention du vin (khamr) ou de la vigne (inab). Il présente ce breuvage comme coulant dans le Paradis, récompense pour les pieux qui y vivent :

« Image du Jardin promis aux frémissants : là, il est des fleuves d’une eau sans pollution, fleuves de lait au goût inaltérable, fleuves de vin, volupté des buveurs, fleuves de miel pur… […] »

— Coran, XLVII, 15 ; trad. André Chouraqui.

« [En parlant des habitants du Paradis] ils sont abreuvés d’un vin rare, cacheté par un cachet de musc : qu’ils le convoitent, les convoiteurs ! »

— Coran, LXXXIII, 25-26 ; trad. André Chouraqui.
L'Écriture peut parler du vin de façon neutre ou laudative :

« Parmi vous, qui ne souhaite pas avoir un jardin de palmiers et de vignes qui lui donnent de tous les fruits, avec des fleuves courant sous eux ? […] »

— Coran, II, 266 ; trad. André Chouraqui.

« Du fruit des palmiers et des raisins vous tirez du vin et une subsistance excellente, C’est en cela un Signe, pour un peuple qui discerne. »

— Coran, XVI, 67 ; trad. André Chouraqui.
Cependant, elle peut aussi porter un jugement très négatif, interdisant à l'ivre de prier :

« Ils t’interrogent sur le vin et le jeu. Dis : « Grave est l’offense des deux, malgré leur attrait pour les hommes. Mais leur offense est plus grave que leur attrait. » […] »

— Coran, II, 219 ; trad. André Chouraqui.

« Ohé, ceux qui adhèrent, n’entrez pas en prière en étant ivres, quand vous ne savez pas ce que vous dites, […] »

— Coran, IV, 43 ; trad. André Chouraqui.

« Ohé, ceux qui adhèrent, le vin, le jeu, les stèles, les flèches sont une abomination, l’œuvre du Shaïtân : écartez-vous d’eux. Peut-être serez-vous fécondés. Le Shaïtân veut susciter entre vous l’animosité et la haine par le vin et le jeu, pour vous éloigner de la mémoire d’Allah et de la prière. Ne vous en abstiendrez-vous pas ? Obéissez à Allah, obéissez à l’Envoyé, Prenez garde de vous détourner. Sachez-le, notre Envoyé doit seulement avertir les adhérents. Nul grief contre ceux qui adhèrent et sont intègres, pour ce qu’ils goûtent, s’ils frémissent et adhèrent, puis frémissent et excellent : Allah aime les excellents. »

— Coran, V, 90-93 ; trad. André Chouraqui.

#### Hadiths
Un siècle et demi après Mahomet, des compilateurs recueillent des hadiths, des paroles attribuées à Mahomet ou à ses proches. Ces recueils apparaissent au IXe siècle, et les plus réputés des hadithologues (parmi lesquels l'imam Boukhari, Abou Dawoud, ou encore Ibn Hajar al-Asqalani) réunissent chacun des hadiths sur les boissons : la consommation de l'alcool est systématiquement condamnée.  Les traditions authentifiées sont supposées donner la voie à suivre pour tout musulman, mais la recherche historique a démontré que les hadiths sont une complète fiction et anachroniques.

#### Haramouhalal?
Les oulémas se servent généralement du verset 90 de la sourate V et des hadiths « authentiques » pour condamner la consommation de tout alcool : l'interdit est notamment respecté sous les Omeyyades de Damas et les Fatimides du Caire, mais la poésie bachique est très présente dans l'islam sous les Abbassides, sous les Omeyyades de Cordoue et dans l'Iran chiite. Le calife al-Mutawakkil qui, n’aimant que la couleur jaune, a fait décorer une pièce du palais de Jausak al-Khatani avec du bois de santal citrin et du satin jaune. Il s'y est dégusté uniquement des melons et des citrons, les boissons étaient de l'eau safranée et du vin « jaune ».
Si, de l'avis majoritaire, l'interdit est sans équivoque, d'autres oulémas et historiens de l'islam font valoir que le Coran n'interdit pas sa consommation, bien qu'il incite à ne pas en boire. Le verset 93 de la sourate V atténue l'interdiction du vin, indiquant que les bonnes œuvres et la foi sont supérieures à l'obéissance aux prescription alimentaires : « le Coran se soucie moins du vin en lui-même que des potentielles conséquences négatives de sa consommation comme lorsqu'il empêche le croyant de prier (v. 91). »

#### Poésie bachique
| Omar Khayyam (1048-1131) |
| --- |

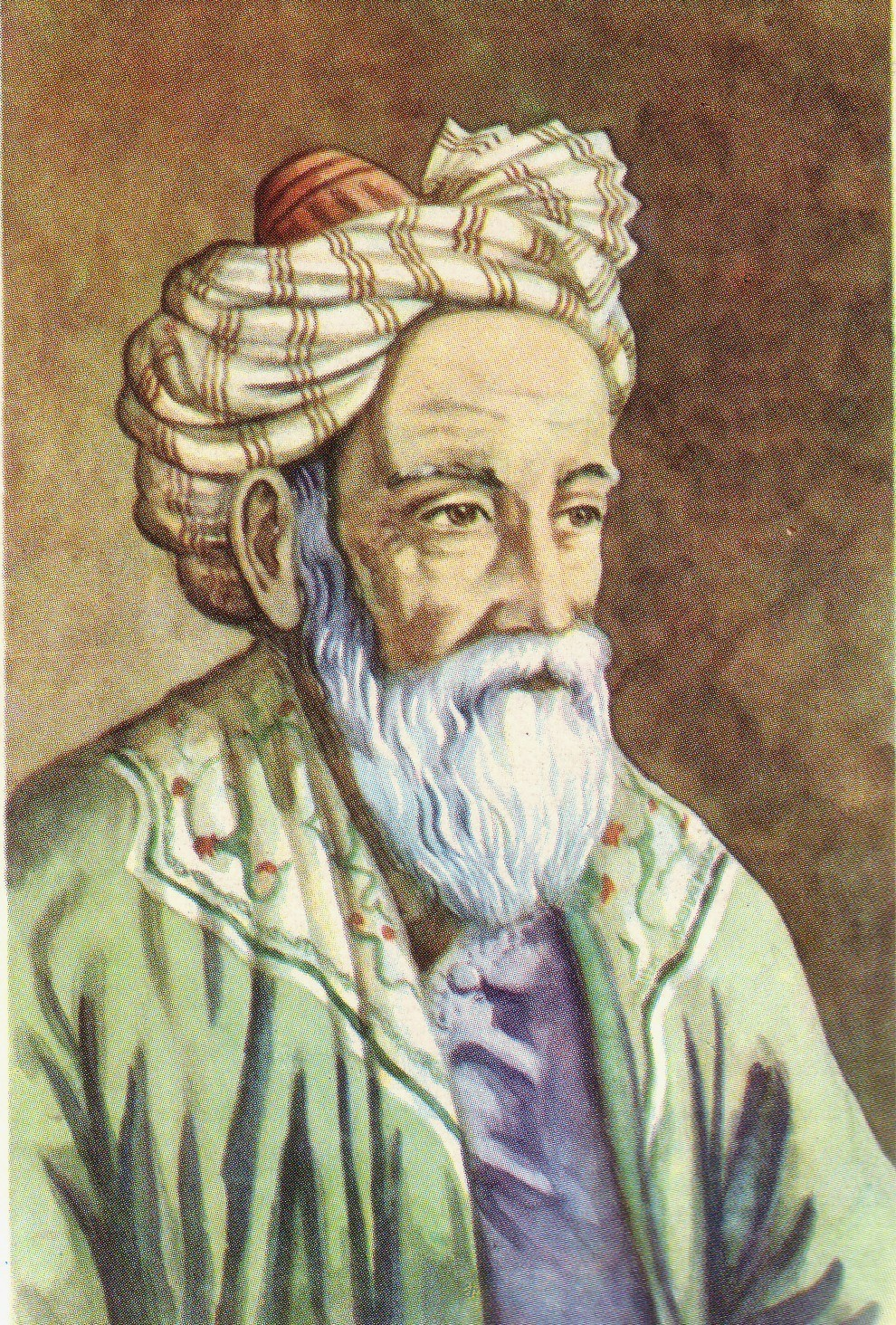
Omar Khayyam, école perse

| Khurshid kamândi sobh bar bâm afgand Kai Khusro i roz bâdah dar jâm afgand Mai khur ki manadi sahri gi khizân Awaza i ishrabu dar ayâm afgand. Tandis que l'Aube, héraut du jour chevauchant tout le ciel, Offre au monde endormi un toast Au Vin Le Soleil répand l'or matinal sur les toits de la ville Royal Hôte du jour, remplissant sa cruche. |
| Les quatrains d'Omar Khayyâm traduction du persan et préface d'Omar Ali-Shah. |

Comme toutes les autres boissons fermentées, le vin a subi un interdit (haram), mais les califes abbassides n'ont pas les mêmes réticences et le réhabilitent. Sous leur règne, des poètes peuvent laisser libre cours à leur inspiration. Omar Khayyam le fait dans ses Quatrains (en arabe Rubaiyat). Il chante le vin, la taverne et l'ivresse : « Puisque tu ignores ce que te réserve demain, efforce-toi d’être heureux aujourd’hui. Prends une urne de vin, va t’asseoir au clair de lune, et bois, en te disant que la lune te cherchera peut-être vainement, demain » (Robaiyat, V).
« Le Koran, ce Livre suprême, les hommes le lisent quelquefois, mais qui s’en délecte chaque jour ? Sur le bord de toutes les coupes pleines de vin est ciselée une secrète maxime de sagesse que nous sommes bien obligés de savourer » (Robaiyat, VI)
« Notre trésor ? Le vin. Notre palais ? La taverne. Nos compagnes fidèles ? La soif et l’ivresse. Nous ignorons l’inquiétude, car nous savons que nos âmes, nos cœurs, nos coupes et nos robes maculées n’ont rien à craindre de la poussière, de l’eau et du feu » (Robaiyat, VI).